# الإغلاق (لوست)
"الإغلاق" هي الحلقة السابعة عشرة من الموسم الثاني من المسلسل الدرامي الأمريكي لوست، والحلقة الثانية والأربعون إجمالاً. أخرج الحلقة ستيفن ويليامز، وكتبها المنتجان التنفيذيان كارلتون كيوز ودامون ليندلوف. عُرضت لأول مرة على شبكة ABC في الولايات المتحدة في 29 مارس 2006.
تركز الفلاشباك في هذه الحلقة على شخصية جون لوك (تيري أوكوين)، حيث تكشف عن كيفية انفصاله عن شريكته العاطفية هيلين (كاتي ساغال). في الوقت الحاضر، تتعرض المحطة التابعة لمبادرة دارما، التي يوجد فيها لوك، لحالة إغلاق مفاجئة وغامضة، مما يتركه محتجزاً مع أسيره هنري غيل (مايكل إيمرسون)، في محاولة للعثور على مخرج وإدخال الأرقام قبل انتهاء العد التنازلي للمحطة. في هذه الأثناء، ينشغل جاك (ماثيو فوكس) بلعب الورق مع سوير (جوش هولواي)، قبل أن يتم اكتشاف شحنة ضخمة من الطعام هبطت بطريقة غامضة على الجزيرة.
حصدت حلقة "الإغلاق" نحو 16.21 مليون مشاهد أمريكي، وحظيت بتقييمات إيجابية من النقاد، حيث نالت الثناء على تطور الحبكة وأداء مايكل إيمرسون المميز.

## القصة

### الفلاشباك
يستعد جون لوك لطلب يد حبيبته هيلين للزواج خلال نزهة في الهواء الطلق. وبينما كان يحضّر الطعام، تلاحظ هيلين اسم والد لوك (كيفن تيغي) في صفحة الوفيات، فيقرران تأجيل النزهة وحضور الجنازة. عند وصولهما، يجدا أن لا أحد آخر قد حضر، باستثناء رجلين يقفان على مسافة بعيدة، بالإضافة إلى سيارة مرسيدس فضية يقف سائقها محدقاً في لوك من بعيد. بعد انتهاء المراسم، يقف لوك بجوار التابوت ويقول: "أنا أسامحك."
لاحقاً، يتضح أن لوك قد افتتح عمله الخاص في فحص المنازل. وأثناء تفقده منزل ناديا، يلاحظ السيارة الفضية ذاتها بالقرب من منزله. وعندما يقترب، يكتشف أن والده هو من يقودها، بعدما زيف موته للهروب من رجلين يحاولان قتله بسبب عملية احتيال قام بها تحت غطاء التقاعد. يطلب منه والده التوجه إلى البنك لسحب الأموال من صندوق ودائع آمن، مقابل الاحتفاظ بمبلغ 200,000 دولار كأجر له. بعد حصوله على المال، يعود لوك إلى منزله، ليجد الرجلين اللذين شاهدهما في الجنازة في انتظاره. يقومان باستجوابه حول صحة خبر وفاة والده ويفتشان حقيبته. وعندما تسأله هيلين عن الأمر، يكذب عليها قائلاً إنه لم يرَ والده. لاحقاً، يلتقي لوك بوالده في نزل صغير، ويخبره عن نيته الزواج من هيلين. لكنه يُفاجأ بأن هيلين قد تبعته، لتكتشف كذبه، وتشعر بالألم لخداعه لها. تتهمه بأنه اختار حب والده على حساب حبها، وتقرر الانفصال عنه. يحاول لوك إيقافها، فيجثو على ركبته ويقدم لها خاتم الخطوبة، لكنها تهز رأسها رافضة ثم تستقل سيارتها وترحل، تاركةً لوك يشاهد والده يستقل سيارة أجرة ويختفي من حياته مجدداً.

### على الجزيرة
يحاول هنري غيل إقناع لوك وجاك المشكك في أمره بأنه كان يمزح عندما قال إنه قاد مجموعة سعيد (نافين أندروز) إلى كمين. بعد جدال مع لوك حول ما يجب فعله، يغادر جاك غاضبًا، تاركًا لوك يعيد هنري إلى غرفة الأسلحة. عند وصوله إلى الشاطئ، يرى جاك كيت (إيفانجلين ليلي)، وهيرلي (خورخي غارسيا)، وسوير (جوش هولواي) يلعبون البوكر بأوراق تحمل شعار مبادرة دارما. بعد أن يظهر جاك مهارته في اللعب، يتحدى سوير في مباراة على الأدوية التي كان سوير يخزنها. يتمكن جاك من الفوز، ويخبر سوير أنه سيأخذ الأدوية لاحقًا.
في الفتحة، أثناء استخدام دراجة التمارين الثابتة، يسمع لوك تشويشًا يخرج من مكبرات الصوت رغم أن المؤقت يشير إلى أن هناك 47 دقيقة متبقية. بعد ثوانٍ، تبدأ صوت أنثوي في العد التنازلي من عشرة، وعند وصولها إلى الصفر، تبدأ الأبواب المقاومة للانفجار بالإغلاق. يتمكن لوك من وضع عتلة معدنية لمنع أحد الأبواب من الإغلاق بالكامل. ثم يطلب مساعدة هنري في رفع الباب، ويتمكنان من رفعه بضع بوصات قبل أن يضع لوك صندوق أدوات تحته لإبقائه مفتوحًا. يحاول لوك الزحف عبر الفتحة، لكن الباب يسحق الصندوق ويحبس ساقيه تحته، كما أن قطعة معدنية تخترق ساقه، مما يجعله عاجزًا عن الحركة. مع استمرار العد التنازلي، يطلب لوك من هنري الدخول إلى غرفة الكمبيوتر عبر فتحات التهوية لإدخال الأرقام. يوافق هنري، بشرط أن يحميه لوك من الناجين الآخرين.
أثناء غياب هنري، يبدأ المؤقت بإطلاق إنذار سريع معلنًا بقاء دقيقة واحدة فقط، ثم يتوقف المنبه، ويُسمع صوت غريب مشابه لصوت محرك نفاث (كما في حلقة واحدا منهم). فجأة، تنطفئ كل الأضواء، ثم تضيء أضواء سوداء، مما يكشف لمدة ثلاثين ثانية عن رسم غامض على الباب الذي علق تحته لوك. يبدو أن الرسم خريطة متعددة الطبقات للجزيرة، لكنها تختفي عندما تعود الأضواء العادية للعمل، وتتراجع الأبواب إلى وضعها الطبيعي. بعد ذلك، يخرج هنري من غرفة الكمبيوتر، ويؤكد للوك أنه أدخل الأرقام كما طُلب منه.
على الشاطئ، تلاحظ كيت ضوءًا يومض داخل الغابة. عندما تذهب مع جاك للتحقق من الأمر، يجدان حزمة طعام ضخمة متصلة بمظلة هبطت بطريقة غامضة. ينضم إليهما كل من سعيد، وآنا لوسيا (ميشيل رودريغيز)، وتشارلي (دومينيك موناغان)، العائدين من رحلتهم الاستكشافية.
عند دخولهم المحطة، يمسك جاك بهنري ويبعده عن لوك المصاب، الذي يحاول الدفاع عنه قائلاً إنه كان يساعده بعد سقوط الأبواب. عندها، يكشف سعيد أن فريقه وجد البالون والقبر في نفس الموقع الذي وصفه هنري، لكن رغم ذلك، بقي سعيد متشككًا في قصته، فقرر حفر القبر للتأكد من وجود جثة زوجة هنري. لكن بدلاً من ذلك، وجد جثة رجل يحمل بطاقة هوية لشخص يُدعى هنري غيل، وهو رجل أسود البشرة. يؤكد هذا الاكتشاف أن "هنري غيل" الحقيقي مدفون هناك، وأن الرجل الذي ادعى هويته والموجود في الفتحة ليس سوى محتال.

## الإستقبال
عُرضت حلقة "الإغلاق" لأول مرة في الولايات المتحدة في 29 مارس 2006، وشاهدها نحو 16.21 مليون مشاهد.
في مراجعة كتبها كريس كارابوت لموقع IGN عام 2009، منح الحلقة تقييم 8.7 من 10، مشيدًا بكيفية تمهيد أحداثها لبقية حلقات الموسم الثاني، كما أثنى على الأداء "المذهل" لمايكل إيمرسون في دور هنري غيل. في مقال آخر نُشر على IGN عام 2014، صنّف إريك غولدمان الحلقة في المرتبة 46 ضمن قائمة أفضل حلقات لوست، وأشاد بشكل خاص بالمفاجأة المتعلقة بهُوية غيل الحقيقية.